# Pospolite ruszenie

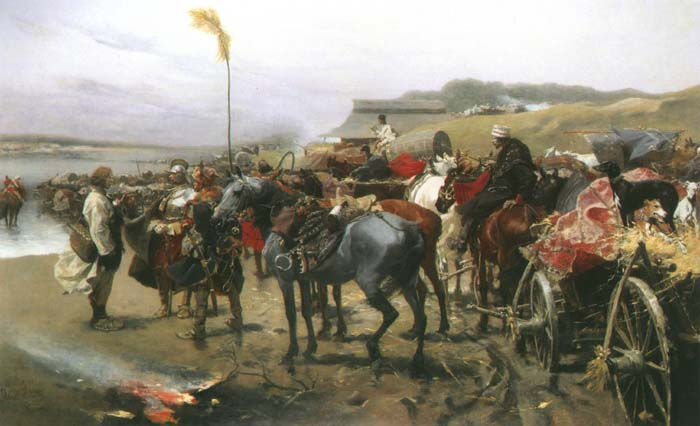
Pospolite Ruszenie al guado. - Józef Brandt.

Pospolite ruszenie ("Movimento comune", concettualmente simile alla "Leva di massa"), è un termine anacronistico che indica la mobilitazione della truppe durante il periodo della Confederazione Polacco-Lituana. Tradizionalmente, il termine indicava la vera e propria leva di massa del popolo atto a portare le armi durante il Trecento; passò poi ad indicare il reclutamento di cavalieri nelle forze private della szlachta.